# سن-ماتیو-داریکانا، کبک
سن-ماتیو-داریکانا (به فرانسوی: Saint-Mathieu-d'Harricana) شهری در منطقه شهری ابیتیبی ناحیه ابیتیبی-تمیسکامانگ در استان کبک کانادا است. در سرشماری سال ۲۰۱۱ این شهر ۶۹۶ نفر جمعیت داشته‌است و مساحت آن ۱۰۴٫۰۹ کیلومتر مربع است.